# Charles Cros
Hortensius-Emile Charles Cros (Fabrezan, 1 de outubro de 1842 — 9 de agosto de 1888) foi um poeta e inventor francês.

## Biografia
Desde a infância, Charles interessava-se por idiomas antigos e modernos, música, matemática e medicina.
Em 1867, em Paris, na Exposição Universal, exibe um telégrafo automático de sua invenção, e comunica à Academia de Ciências um projeto seu de reprodução de cores, formas e movimentos, que só vai ser valorizado 9 anos depois, sendo que Charles foi um dos inventores do fonógrafo.
Em 1868, começa a freqüentar o salão de Nina de Villard, por quem se apaixona e se inspira para fazer os primeiros versos. Envolve-se com celebridades ligadas ao simbolismo e parnasianismo.
Em 1869, comunica à Sociedade Francesa de Fotografia a sua descoberta da fotografia em cores.
Em 1877 acaba o seu relacionamento com Nina de Villard e casa-se, no ano seguinte, com Mlle. Hjardemaal.
Em 1878, anuncia a invenção do cronômetro, continuando ininterruptamente suas pesquisas sobre fotografia e reprodução em cores. Morre em 1888, na completa pobreza.
Alguns escritores, entre eles André Breton, atribuem a Cros a paternidade do surrealismo.

## Obras principais
- Le coffret de santal (O Cofrezinho de Sândalo) (1873) – Foi a única coletânea poética publicada em vida, pelo próprio autor.
- Le collier de griffes (O Colar de Garras) (1908) – Publicado postumamente por seu filho Guy-Charles Cros. Apresenta poemas e textos em prosa.
- Poemas e Prosas (1944) – edição feita pela Gallimard. Posteriormente, da mesma editora, a Bibliothèque De La Plêiade apresenta suas obras completas, em 1970.